# 2011年夏季世界大学生运动会俄罗斯代表团

俄罗斯代表团旗帜

2011年夏季世界大学生运动会俄罗斯代表团共派出571名运动员参赛。

## 奖牌榜
| 名次 | 代表团 | 金牌 | 银牌 | 铜牌 | 总数 |
| ---- | ------ | ---- | ---- | ---- | ---- |
| 2    | 俄罗斯 | 42   | 45   | 45   | 132  |

## 奖牌获得者

### 金牌
1. 女子个人花剑：加芙金诺娃
2. 柔道男子90公斤级：奥马洛夫
3. 男子小轮车：克莱琴科
4. 柔道男子73公斤级：丹尼斯-亚特瑟夫
5. 女子山地自行车：克谢尼娅-卡里洛娃
6. 男子山地自行车：帕维尔-普里亚德因
7. 射箭女子复合弓个人赛：椋本启子
8. 射箭男子复合弓个人赛：达摩巴伊夫
9. 女子自由体操：阿莲娜
10. 举重男子85公斤级：基列耶夫
11. 举重男子94公斤级：杰马诺夫
12. 男子重剑团体赛
13. 女子花剑团体赛
14. 女子跳远：娜扎罗娃
15. 男子场地4公里个人追逐赛：希洛夫
16. 举重-男子105公斤级：穆拉托夫
17. 举重-女子75公斤以上级：阿纳斯塔西娅
18. 男子20公里竞走团体
19. 男子十项全能：哈尔拉莫夫
20. 女子400米：奥尔加
21. 自行车-男子30公里场地个人计分赛：阿尔图尔-叶尔绍夫
22. 女子撑杆跳高：亚历山德拉-基里亚肖娃
23. 自行车-男子50公里团体计时赛
24. 女子七项全能：奥莉加-库尔班
25. 跆拳道-女子46公斤以下级：阿纳斯塔西娅
26. 帆船-公开470级：瓦拉迪米尔/丹尼斯
27. 跆拳道-女子46-49公斤级：亚历山德拉-吕查吉娜
28. 女子4×400米接力
29. 男子4×400米接力
30. 艺术体操-个人全能：叶夫金尼亚-卡纳耶娃
31. 男子排球
32. 射击-男子飞碟双多向150靶个人赛：亚历山大-富拉斯耶夫
33. 艺术体操-个人单项圈操：卡纳耶娃
34. 艺术体操-个人单项球操：卡纳耶娃
35. 艺术体操-个人单项棒操：卡纳耶娃
36. 艺术体操-个人单项带操：达里娅-德米特里耶娃

### 银牌
1. 女子小轮车：贝斯卡赫梅尔诺娃
2. 男子小轮车：雅辛
3. 举重男子77公斤级：威尔车斯拉夫
4. 体操女子跳马：俄罗斯
5. 男子铅球：兹拉克夫
6. 柔道女子48公斤级：拉姆岩特瑟娃
7. 柔道男子无差别级：塞德夫
8. 女子跳远：鲁里亚
9. 男子场地4公里个人追逐赛：叶尔绍夫
10. 男子沙滩排球：波洛可波耶夫/尤里
11. 射箭-女子复合弓团体赛
12. 女子400米栏：伊丽娜-达维多娃
13. 女子800米：伊琳娜-科凡诺娃
14. 女子400米：米古诺娃
15. 女子标枪：玛丽娜
16. 射击-女子50米步枪卧射团体赛
17. 女子20公里竞走：塔蒂亚娜
18. 女子3000米障碍赛：鲁德米娜
19. 自行车-女子场地20公里个人计分赛：阿纳斯塔西娅
20. 自行车-男子凯琳赛：帕维尔
21. 射击-女子10米气手枪团体
22. 男子撑杆跳高：亚历山大-格里皮切
23. 健美操-混合双人操
24. 健美操-有氧踏板
25. 健美操-三人操
26. 男子飞碟双向团体
27. 男子5000米：雷伊巴科夫
28. 网球-男子单打：泰穆拉兹-加巴什维利
29. 艺术体操-个人全能：肯达科娃-达丽娅
30. 艺术体操-集体全能
31. 健美操-集体操
32. 男子25米标准手枪团体赛
33. 男子飞碟双多向团体赛
34. 跳水-男子双人十米台：米尼贝夫/扎卡哈洛夫
35. 艺术体操-个人单项球：达里娅-德米特里耶娃
36. 艺术体操-集体单项5球
37. 艺术体操-个人单项带操：卡纳耶娃
38. 男子水球

### 铜牌
1. 公开水域男子10公里：阿布罗西莫夫
2. 柔道男子100公斤级：马克赫马多夫
3. 体操女子团体
4. 女子个人花剑：别尔于科娃
5. 柔道男子81公斤级：卡哈巴乔洛夫
6. 女子小轮车：拉马科娃
7. 体操女子个人全能：阿廖娜-波良
8. 举重男子77公斤级：维克特
9. 击剑女子重剑团体赛
10. 射箭女子复合弓个人赛：维多利亚
11. 体操女子跳马：波良
12. 男子50米仰泳：马科夫
13. 自行车女子场地500米计时赛：巴兰诺娃
14. 柔道男子60公斤级：罗伯特·姆什维多巴泽
15. 女子铁饼：塞金娜
16. 跳水-男子三米板：伊利亚斯
17. 女子50米蛙泳：瓦伦蒂娜
18. 男子花剑团体赛
19. 举重-男子105公斤级：阿列克谢
20. 男子1500米：瓦伦汀-斯米尔诺夫
21. 男子跳高：穆德罗夫
22. 男子十项全能：洛格维年科
23. 射击-男子10米气步枪团体赛
24. 射击-女子10米气步枪团体赛
25. 射击-男子25米手枪速射团体赛
26. 女子20公里竞走：尼娜
27. 女子200米：安娜
28. 射击-女子飞碟双向团体赛
29. 网球-女子双打：科斯尼娅/玛塔
30. 射击-男子10米气手枪团体赛
31. 男子3000米障碍：伊尔达尔
32. 女子5000米决赛：纳塔利娅
33. 跆拳道-女子53-57公斤级：叶卡捷琳娜
34. 帆船-男子激光级：谢尔盖
35. 帆船-女子激光镭迪尔级：库兹涅佐娃-维根尼亚
36. 女子排球
37. 跆拳道-男子74-80公斤：奥斯曼诺夫
38. 女子1500米：埃卡特里娜
39. 网球-女子单打：凯斯尼亚
40. 网球-女子团体
41. 健美操-团体排名
42. 射击-男子50米步枪三姿团体赛
43. 女子水球
44. 跆拳道-女子73公斤以上级：伊万诺娃
45. 跳水-男子团体